# Mario Marenco
Mario Marenco (Foggia, 9 settembre 1933 – Roma, 17 marzo 2019) è stato un comico, umorista, attore, autore televisivo, nonché architetto e designer italiano.
Creò e impersonò personaggi come il colonnello Buttiglione, la Sgarambona, Riccardino, l'astronauta spagnolo Raimundo Navarro, il dottor Anemo Carlone, il professor Aristogitone, Verzo, Ida Lo Nigro, il poeta Marius Marenco e molti altri. Fu autore di vari programmi televisivi, spesso in compagnia di Renzo Arbore e Gianni Boncompagni.

## Biografia
Si laureò in architettura nel 1957, a Napoli, ottenendo poi borse di ricerca a Stoccolma e Chicago. Nel 1960 aprì il proprio atelier di architettura e design: lo Studio DEGW, con sede a Roma. La sua attività in questi settori, che egli portò sempre avanti insieme alla carriera artistica, è testimoniata da progetti sviluppati per note industrie: il lampadario in alluminio con richiami all'Op art Cynthia, distribuito nel 1960 da Artemide, il divano Marenco del 1970, disegnato per Arflex secondo concetti modulari, e nel 1984 la poltroncina Movie, in catalogo per Poltrona Frau. Marenco inoltre collaborò con le più importanti case automobilistiche italiane per la realizzazione dei loro stand espositivi. 
Prima del debutto in televisione nel 1972 con Cochi e Renato ed Enzo Jannacci nel programma Il buono e il cattivo, raggiunse il successo nel 1970 con il programma radiofonico Alto gradimento, scritto con Giorgio Bracardi e condotto da Renzo Arbore e Gianni Boncompagni. In televisione proseguì il sodalizio con Arbore, impersonando a L'altra domenica Mr. Ramengo, strampalato inviato che dopo ogni reportage urlava "Carmine!". Fu protagonista dei programmi Odeon e L'uovo e il cubo. Negli anni ottanta partecipò a diverse trasmissioni televisive, tra cui Sotto le stelle (di Magalli, Minellono, Marenco e Boncompagni) dove si produsse nel Prof. Aristogitone e in diversi altri sketch, e Indietro tutta!, dove interpretò il personaggio del bambino Riccardino.

Nina Soldano e Mario Marenco ai tempi di Indietro tutta!, 1987-88 circa.

Sporadicamente lavorò per il cinema. Scrisse alcuni libri umoristici editi da Rizzoli, tra cui Lo scarafo nella brodazza, Dal nostro inviato speciale, Los putanados, Stupefax e Il cuaderno delle poesie.
Dal 2006 al 2008 si esibì in coppia con Nicola Vicidomini. Nel 2013 fu protagonista dello spettacolo teatrale A Rotta di Collo per la regia di Deborah Farina, summa del suo umorismo. Tornò in radio come presenza fissa di Meno Male che c'è Radio 2, condotto da Nino Frassica e Simone Cristicchi. Nel 2014 fu ospite con Nino Frassica e Nicola Vicidomini di Che Tempo che fa, in un surreale collegamento dagli studi di Via Asiago. Dal 2015 fu nel Programmone (Radio 2) e in Stracult di Marco Giusti. 
Morì il 17 marzo 2019 al Policlinico Gemelli di Roma, a 85 anni , poco dopo aver pubblicato il libro Porcade Mancade (Ultra edizioni), in cui con l'aiuto di Stefano Sarcinelli aveva raccolto buona parte dei suoi testi inediti più recenti.

## Vita privata
Fu per alcuni anni sentimentalmente legato a Laura Antonelli. 

## Filmografia

### Cinema
- Il colonnello Buttiglione diventa generale, regia di Mino Guerrini (1974)
- Von Buttiglione Sturmtruppenführer, regia di Mino Guerrini (1977)
- Il pap'occhio, regia di Renzo Arbore (1980)
- I carabbinieri, regia di Francesco Massaro (1981)
- Vigili e vigilesse, regia di Franco Prosperi (1982)
- "FF.SS." - Cioè: "...che mi hai portato a fare sopra a Posillipo se non mi vuoi più bene?", regia di Renzo Arbore (1983)

### Televisione
- Quasi quasi mi sposo - film TV (1982)
- ...e la vita continua - miniserie TV, 8 episodi (1984)
- Sing - Il sogno di Brooklyn (1989)
- Come una mamma - film TV (1991)
- Le ragazze di Miss Italia - film TV (2002)
- Don Matteo - serie TV, 2 episodi (2004)

## Programmi TV
- Ah l'amore!, regia di Beppe Recchia (Rete 2, 1973)
- Odeon. Tutto quanto fa spettacolo (Rete 2, 1976-1978)
- L'altra domenica (Rete 2, 1976-1979)
- L'uovo e il cubo (Rete 2, 1977)
- Forte Fortissimo TV Top (Rai 1, 1983-1984)
- Indietro tutta! (Rai 2, 1987-1988)